# Mitrovice (Mezno)
Mitrovice (Duits: Mitrowitz of Mitrowitz in Böhmen) is een Tsjechische plaats in de gemeente Mezno, regio Midden-Bohemen, en maakt deel uit van het district Benešov. Het dorp ligt op 2 kilometer afstand van Mezno.
Mitrovice telt 99 inwoners (2021).

## Geschiedenis
De eerste schriftelijke vermelding van het dorp dateert van 1414.
In 1960 werd Mitrovice, samen met Mezno, ingedeeld bij het district Benešov.

## Verkeer en vervoer

### Autowegen
Er leidt een regionale weg naar het dorp.

### Spoorlijnen
Er is geen station in Mitrovice. Het dichtstbijzijnde station is in Mezno, op 1,5 kilometer afstand. Dat station ligt aan spoorlijn 220 (Praag -) Benešov - Tábor - České Budějovice. Het station werd, te zamen met de spoorlijn, in 1871 geopend.

### Buslijnen
Er is één bushalte in het dorp:
| Halte            | Lijn(en) | Traject(en)                         | Vervoerder(s)                    |
| ---------------- | -------- | ----------------------------------- | -------------------------------- |
| Mezno, Mitrovice | 457 568  | Tábor - Miličín Střezimíř - Miličín | BusLine jižní Čechy CŠAD Benešov |

## Galerij

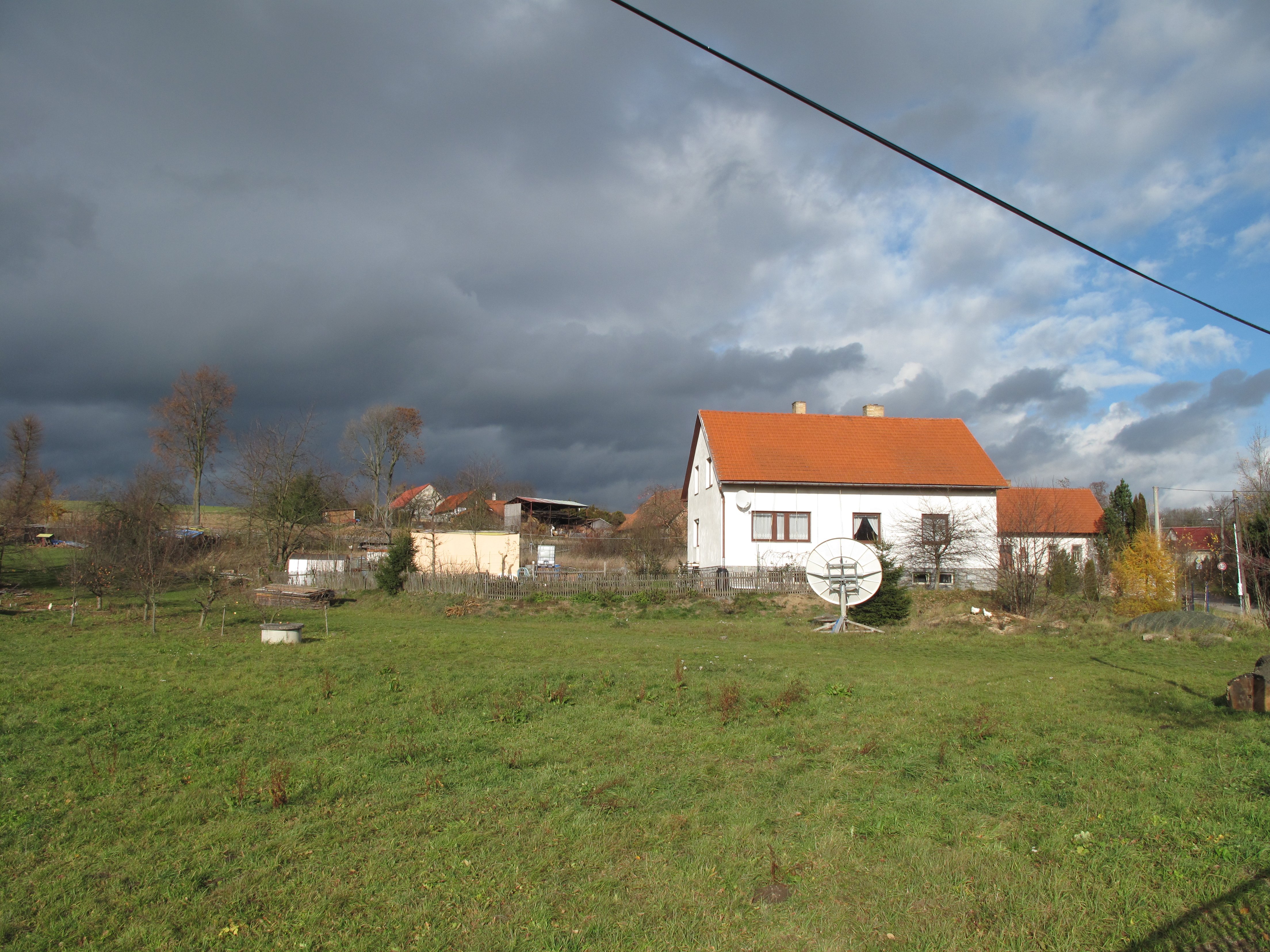
Huis in het dorp (2015)
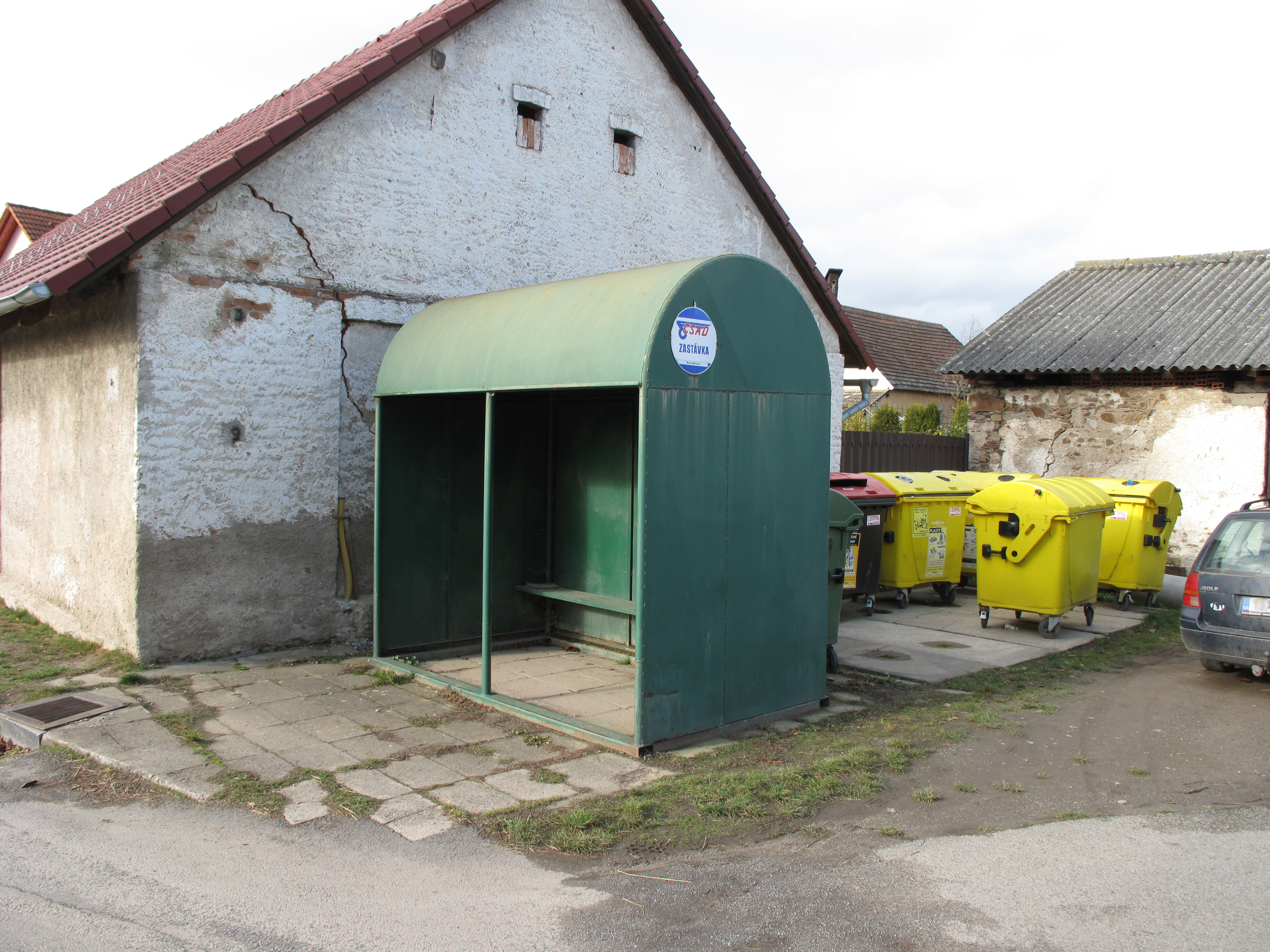
Bushalte in het dorp (2015)